# Edificio Gustavo Capanema
El Edificio Gustavo Capanema (también conocido por el nombre de Palacio Capanema, y por los antiguos nombres de Ministerio de educación y salud, Ministerio de Educación y cultura o MEC) es un edificio ubicado en el barrio Centro de Río de Janeiro, Brasil. Es considerado como uno de los exponentes más significativos de la arquitectura del Movimiento Moderno en Sudamérica. Fue construido entre 1936 y 1945, fue un diseño conjunto de los arquitectos Lúcio Costa, Oscar Niemeyer, Affonso Reidy, Carlos Leão, Ernâni Vasconcelos y Jorge Machado Moreira. Contó con la asesoría de Le Corbusier, quien se desplazó hasta el Brasil en varias ocasiones durante el proyecto. Mide 60 m de altura, tiene 17 plantas y ocupa 21.536 m².

## Desarrollo
En 1935 se convoca a un concurso para el diseño de la nueva sede del Ministerio de Educación y Salud. A éste se presentan varias de las figuras más destacadas de la arquitectura moderna brasileña, pero el concurso lo gana un proyecto decorado con motivos marajoaras realizado por Archimedes Memória y Francisco Cuchet.
Consciente de la necesidad de representar la modernidad y el desarrollismo estatal llevado a cabo por el gobierno brasileño, el entonces ministro de educación Gustavo Capanema premia el proyecto pero decide no construirlo, y consigue que en su lugar se encargue el proyecto a un grupo de arquitectos modernos liderado por Lúcio Costa. Éste solicitará la consultoría del renombrado arquitecto francés Le Corbusier, quien se desplazará un mes a Brasil para colaborar en el proyecto.

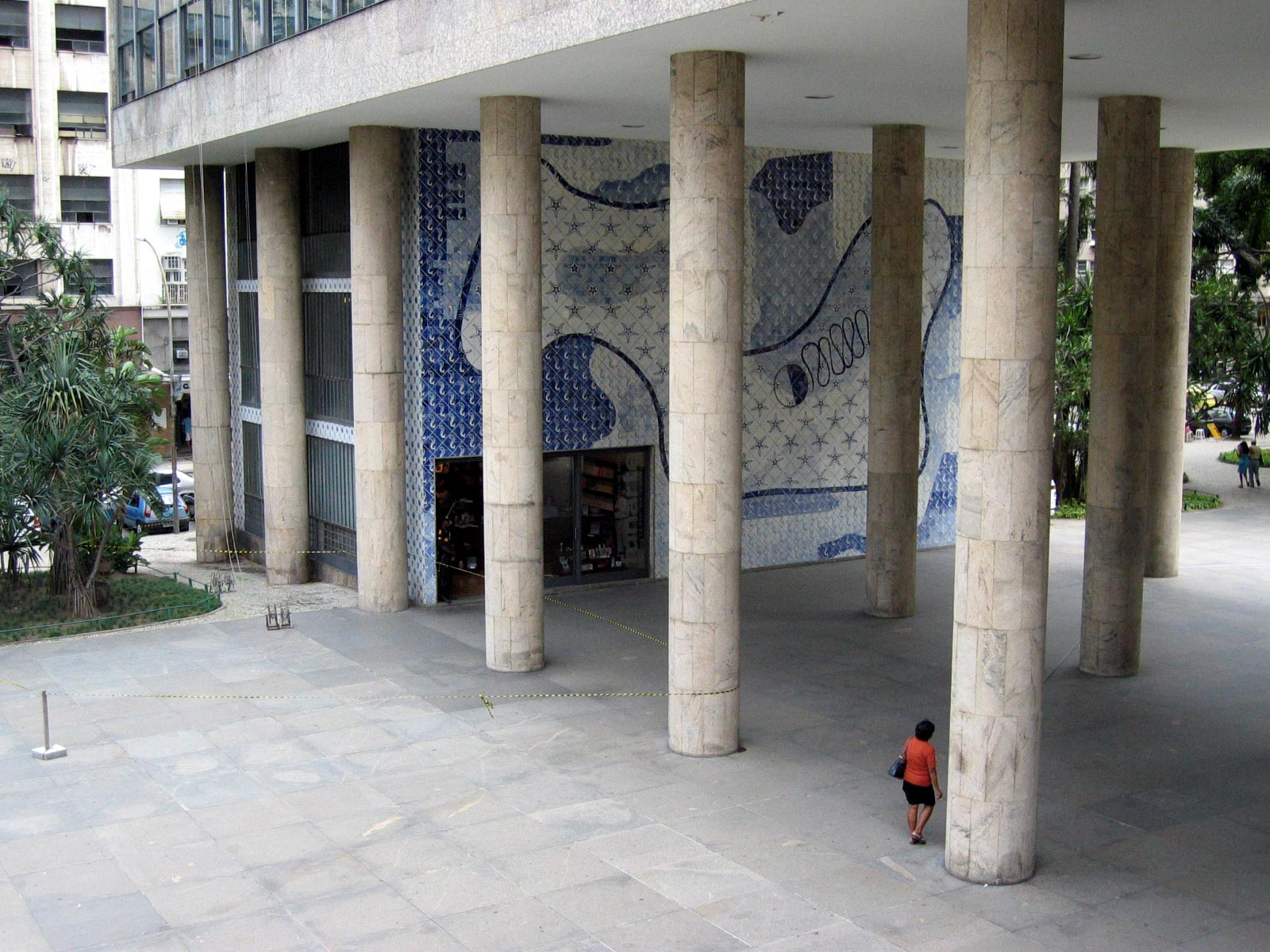
"Pilotis" de 10 m de altura permiten la libre circulación por debajo del edificio.

El diseño se termina en 1937, contando también con la colaboración de Roberto Burle Marx como paisajista. Ese mismo año se inician las obras, que cuya dirección abandona en 1939 Lúcio Costa, siendo sustituido por Oscar Niemeyer. El edificio se inaugura oficialmente en 1945, por Getúlio Vargas.

## Diseño
Durante el proceso de diseño Le Corbusier solicitó en vano un terreno más amplio para la realización del proyecto. Ante la negativa, y para liberar superficie a nivel de calle, se optó por una tipología de rascacielos. Este edificio fue, de hecho, el primer rascacielos construido según las ideas de Le Corbusier, pese a que ya había proyectado sin éxito numerosos rascacielos con anterioridad.
El edificio cumple con los puntos de la arquitectura corbuseriana: la elevación sobre pilotis para liberar el plano de la calle, la terraza jardín para "devolver" a la naturaleza el terreno usurpado, la ventana corrida para maximizar la relación con el entorno y manifestar la liberación de la fachada respecto de las funciones estructurales, e incluso el empleo del característico brise-soleil como protección frente al cálido clima tropical. 
El edificio se compone de dos volúmenes: uno vertical y uno horizontal. El volumen vertical y principal es un prisma rectangular elevado sobre pilotes, mientras el horizontal, que lo cruza por debajo, conforma una plaza que evoca los jardines de los patios coloniales. El diseño se plantea como rascacielos aislado, en contraposición a la ocupación total de la parcela que caracterizaba el urbanismo carioca de la época, liberando así terreno público en una de las zonas más congestionadas de la ciudad.
La obra está decorada con numerosas esculturas y revestimientos de cerámica. A raíz de este edificio, ambos elementos ganarían en popularidad en la arquitectura brasileña posterior. Entre las obras contenidas en el edificio destacan los azulejos de Candido Portinari, y las esculturas de Bruno Giorgi, Jacques Lipchitz y Celso Antônio Silveira.